# Masarykova ulica (Košice)
De Masarykova ulica is een straat in Košice. Ze is genoemd naar de eerste president van Tsjecho-Slowakije, met name Tomáš Masaryk. Het noordoostelijk uiteinde van deze straat (ter hoogte van de Stromova ulica en de Bencúrova ulica) grenst aan de spoorweg. Het zuidwestelijk uiteinde ligt aan de Tyršovo nábrežie.

## Geschiedenis

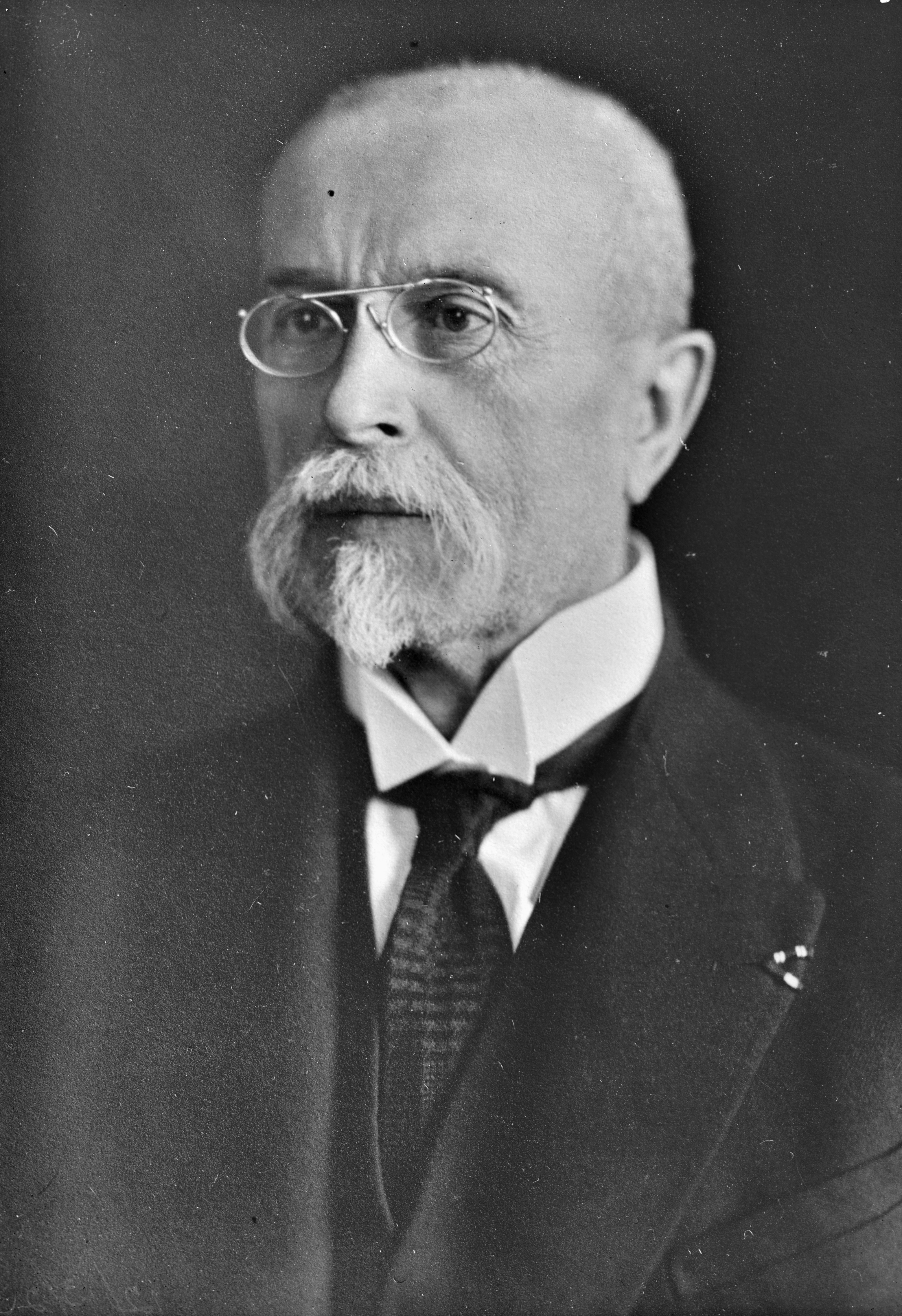
Tomáš Masaryk,
eerste president van Tsjecho-Slowakije.

De Masarykova ulica is in de 19e eeuw aangelegd. Ze was toen slechts enkele meters lang. Bij de aanleg kreeg ze de toepasselijke naam Kert utcza (vertaald: "Tuinstraat"), omdat ze te midden van tuinen lag, die eigendom waren van de familie Klobušick. Naderhand -op het einde van de 19e eeuw- veranderde men de naam en werd de straat naar de betrokken familie genoemd.
Omstreeks de overgang van de 19e naar de 20e eeuw nam het belang van de verkeersweg toe, ingevolge de aanleg van de spoorlijnen Košice-Miskolc en Košice-Bohumín. Rekening houdende met deze evolutie werd destijds in de straat ook een tramlijn naar het station van Košice aangelegd. 

De ontwikkeling kwam echter tot stilstand in de jaren 1930 en deze onderbreking duurde tot omstreeks 1960. Toen begon geleidelijk een belangrijke ontplooiing van de stad: in  de "Masarykova ulica" werd een rond kruispunt aangelegd en de gebouwen in het noordwestelijk straatdeel (ingesloten tussen de Tyršovo nábrežie en de Alvinczy ulica) werden volledig vernieuwd. Een cultureel gebouw "Huis van Cultuur ROH VSŽ" werd opgericht ten behoeve van de "Vakbond der Oost-Slowaakse IJzerfabriek" . Gelet op de gestage vermindering van het verkeer op de eens zo drukke weg, werd de tramlijn in deze straat mettertijd buiten dienst gesteld.

## Aangrenzende straten
De aangrenzende straten zijn: Tyršovo nábrežie, Jesenského, Alvinczyho, Svätoplukova, Jiskrova, Lomená, Stromová, Bencúrova.

## Bezienswaardigheden
- Gedenkteken voor president Tomáš Garrigue Masaryk en generaal Milan Rastislav Štefánik,
- Basisschool (Masarykova 19).

## Externe koppeling
- Masarykova (Google maps)